# Temporada da AFL de 1963
A Temporada de 1963 da AFL foi a quarta temporada regular da American Football League.
A temporada terminou com o San Diego Chargers derrotando o Boston Patriots na AFL Championship Game.

## Corrida pela divisão
A AFL tinha 8 times, agrupados em duas divisões. Cada time jogava uma partida como mandante e outra como visitante contra os outros 7 times da liga, totalizando assim 14 jogos na temporada e o melhor time de cada divisão se enfrentaria na final. Se houvesse um empate, aconteceria um pequeno playoff para ver quem levaria a divisão.
| Semana | EASTERN           |       | WESTERN              |        |
| ------ | ----------------- | ----- | -------------------- | ------ |
| 1      | BOSTON            | 1-0-0 | Empate (KC, Oak, SD) | 1-0-0  |
| 2      | Empate (Bos, Hou) | 1-1-0 | Empate (Oak, SD)     | 2-0-0  |
| 3      | BOSTON            | 2-1-0 | Empate (SD, KC)      | 2-0-0  |
| 4      | N.Y. JETS         | 2-1-0 | SAN DIEGO            | 3-0-0  |
| 5      | N.Y. JETS         | 3-1-0 | SAN DIEGO            | 3-1-0  |
| 6      | N.Y. JETS         | 3-2-0 | SAN DIEGO            | 4-1-0  |
| 7      | Empate (Bos, Hou) | 4-3-0 | SAN DIEGO            | 5-1-0  |
| 8      | HOUSTON           | 5-3-0 | SAN DIEGO            | 5-2-0  |
| 9      | Empate (Bos, Hou) | 5-4-0 | SAN DIEGO            | 6-2-0  |
| 10     | HOUSTON           | 6-4-0 | SAN DIEGO            | 7-2-0  |
| 11     | HOUSTON           | 6-4-0 | SAN DIEGO            | 8-2-0  |
| 12     | Empate (Bos, Hou) | 6-5-1 | SAN DIEGO            | 9-2-0  |
| 13     | BOSTON            | 7-5-1 | SAN DIEGO            | 9-3-0  |
| 14     | Empate (Bos, Buf) | 7-6-1 | SAN DIEGO            | 10-3-0 |
| 15     | Empate (Bos, Buf) | 7-6-1 | SAN DIEGO            | 11-3-0 |

## Classificação
O Dallas Texans se mudou para Kansas City, Missouri e mudou seu nome para Kansas City Chiefs. Enquanto isso, o New York Titans trocou de diretoria e mudou seu nome para New York Jets quando o time se preparava para se mudar do Polo Grounds em Manhattan para o Shea Stadium no Queens perto do Aeroporto de LaGuardia e o time também mudou as cores de azul marinho para verde e branco.
| Eastern Division |   |   |   |      |     |     |
| Time             | V | D | E | PCT  | PF  | PS  |
| *Boston Patriots | 7 | 6 | 1 | .538 | 327 | 257 |
| Buffalo Bills    | 7 | 6 | 1 | .538 | 304 | 291 |
| Houston Oilers   | 6 | 8 | 0 | .429 | 302 | 372 |
| New York Jets    | 5 | 8 | 1 | .385 | 249 | 399 |

| Western Division    |    |    |   |      |     |     |
| Time                | V  | D  | E | PCT  | PF  | PS  |
| *San Diego Chargers | 11 | 3  | 0 | .786 | 399 | 255 |
| Oakland Raiders     | 10 | 4  | 0 | .714 | 363 | 282 |
| Kansas City Chiefs  | 5  | 7  | 2 | .417 | 347 | 263 |
| Denver Broncos      | 2  | 11 | 1 | .154 | 301 | 473 |

* — Qualificado para o Championship Game.
Italico marca os times que foram para os playoffs.

## Playoffs
- Eastern Division playoff
  - Boston Patriots 26, Buffalo Bills 8, 28 de dezembro de 1963, War Memorial Stadium, Buffalo, New York
- AFL Championship Game
  - San Diego Chargers 51, Boston Patriots 10, 5 de janeiro de 1964, Balboa Stadium, San Diego, Califórnia